# Provincia de York
La provincia de York, o menos formalmente la Provincia Norte, es una de las dos provincias eclesiásticas que forman la Iglesia de Inglaterra (la otra es la provincia de Canterbury). Consiste de 12 diócesis que cubren el tercio norte de Inglaterra y la isla de Man.
El obispo metropolitano de la provincia es el arzobispo de York. La catedral de York (York Minster) sirve de iglesia madre de la Provincia.
York fue elevada al arzobispado en 735 AD, Ecgbert de York fue el primer arzobispo. En un tiempo, los arzobispos de York también reclamaron autoridad metropolitana sobre Escocia, pero estos reclamos nunca fueron alcanzados y terminaron cuando se estableció la arquidiócesis de San Andrés.

## Cambios limítrofes desde mediados delsigloXIX
En 1836 se formó la diócesis de Ripon (diócesis de Ripon y Leeds de 1999 a 2014), seguido de fundaciones posteriores: Mánchester en 1847, Liverpool en 1880, Newcastle en 1882, Wakefield en 1888, Sheffield en 1914, Bradford en 1919 y Blackburn in 1926.
La diócesis de Southwell fue un caso especial: en 1837 el archidiaconado de Nottingham, que hasta entonces había formado parte de la diócesis de York, fue transferido a la diócesis de Lincoln y de allí a la provincia de Canterbury. En 1884 los condados de Nottinghamshire y Derbyshire se unieron para formar la nueva diócesis de Southwell. La diócesis de Derby fue creada en 1927, eliminando a Derbyshire de la jurisdicción de Southwell, y en 1935 la diócesis de Southwell fue transferida de nuevo a la provincia de York.

## Diócesis sufragáneas y subdivisiones
1. Diócesis de York
2. Diócesis de Beverley
3. Diócesis de Blackburn
4. Diócesis de Carlisle
5. Diócesis de Chester
6. Diócesis de Durham
7. Diócesis de Leeds
8. Diócesis de Liverpool
9. Diócesis de Mánchester
10. Diócesis de Newcastle
11. Diócesis de Sheffield
12. Diócesis de Sodor y Man
13. Diócesis de Southwell y Nottingham